# 위키드 리틀 레터스
"X를 담아, 당신에게"(영어: Wicked Little Letters)는 2023년 제작된 영국의 블랙 코미디, 미스터리 영화로, 테아 샤록이 감독을 맡았다.

## 같이 보기
- 까마귀 (1943년 영화)